# Matlock (televisieserie uit 2024)
Matlock is een Amerikaanse advocatenserie die sinds september 2024 uitgezonden wordt door CBS. De serie is gebaseerd op de originele Matlock-serie met Andy Griffith in de hoofdrol, maar met een vrouwelijk hoofdpersonage gespeeld door Kathy Bates en een totaal ander uitgangspunt. In oktober 2024 werd een tweede seizoen aangekondigd. In Vlaanderen is de serie te zien op Play5.

## Verhaal
De rijke gepensioneerde advocate Madeline Kingston wil gerechtigheid voor haar dochter Ellie die overleed tijdens de opioïdencrisis. Ze gaat als de behoeftige weduwe  Madeline "Matty" Matlock aan de slag bij Jacobson Moore, het advocatenkantoor waarvan ze vermoedt dat het bewijsmateriaal achtergehouden heeft dat het leven van haar dochter had kunnen redden. Om het vertrouwen van het kantoor te winnen gebruikt ze haar sluwe tactieken om zaken te winnen.
Binnen het universum van deze serie werd de originele Matlock-serie uitgezonden zoals in de echte wereld. Het feit dat Ellie een fan was van de serie, was de inspiratie voor Madeline's alias.

## Rolverdeling

### Hoofdrol
| Acteur           | Personage                                    | Opmerkingen                                             |
| ---------------- | -------------------------------------------- | ------------------------------------------------------- |
| Kathy Bates      | Madeline "Matty" Matlock / Madeline Kingston |                                                         |
| Skye P. Marshall | Olympia Lawrence                             | advocate bij Jacobson Moore en Madeline's baas          |
| Jason Ritter     | Julian Markston                              | advocaat bij Jacobson Moore en bijna ex-man van Olympia |
| David Del Rio    | Billy Martinez                               | beginnend advocaat bij Jacobson Moore                   |
| Leah Lewis       | Sarah Franklin                               | beginnend advocate bij Jacobson Moore                   |

### Bijrol
| Acteur       | Personage       | Opmerkingen                                                 |
| ------------ | --------------- | ----------------------------------------------------------- |
| Eme Ikwuakor | Elijah Walker   | advocaat bij Jacobson Moore die een relatie had met Olympia |
| Aaron Harris | Alfie Kingston  | Madeline's kleinzoon                                        |
| Sam Anderson | Edwin Kingston  | Madeline's echtgenoot                                       |
| Beau Bridges | Howard Markston | baas van Jacobson Moore en vader van Julian                 |

## Afleveringen
| Nr. | Titel aflevering               | Uitzenddatum      | Uitzenddatum     |
| --- | ------------------------------ | ----------------- | ---------------- |
| 1   | Pilot                          | 22 september 2024 | 4 juli 2025      |
| 2   | Rome, in a Day                 | 17 oktober 2024   | 4 juli 2025      |
| 3   | A Guy Named Greg               | 24 oktober 2024   | 11 juli 2025     |
| 4   | The Rabbit and the Hawk        | 31 oktober 2024   | 11 juli 2025     |
| 5   | Claws                          | 7 november 2024   | 18 juli 2025     |
| 6   | Sixteen Steps                  | 14 november 2024  | 18 juli 2025     |
| 7   | Belly of the Beast             | 5 december 2024   | 25 juli 2025     |
| 8   | No, No Monsters                | 12 december 2024  | 25 juli 2025     |
| 9   | Friends                        | 30 januari 2025   | 1 augustus 2025  |
| 10  | Crash Helmets On               | 6 februari 2025   | 1 augustus 2025  |
| 11  | A Traitor in Thine Own House   | 13 februari 2025  | 8 augustus 2025  |
| 12  | This is That Moment            | 20 februari 2025  | 8 augustus 2025  |
| 13  | Pregame                        | 27 februari 2025  | 15 augustus 2025 |
| 14  | Game Day                       | 6 maart 2025      | 15 augustus 2025 |
| 15  | Game Face                      | 13 maart 2025     |                  |
| 16  | The Johnson Case               | 3 april 2025      |                  |
| 17  | I Was That, Too                | 10 april 2025     |                  |
| 18  | Tricks of the Trade - Part One | 17 april 2025     |                  |
| 19  | Tricks of the Trade - Part Two | 17 april 2025     |                  |

## Prijzen en nominaties
| Jaar | Prijs                      | Categorie                                                           | Genomineerde                 | Resultaat   |
| ---- | -------------------------- | ------------------------------------------------------------------- | ---------------------------- | ----------- |
| 2025 | Golden Globe Awards        | Beste actrice - Dramaserie                                          | Kathy Bates                  | Genomineerd |
| 2025 | Satellite Awards           | Beste televisieserie - Drama                                        | Beste televisieserie - Drama | Genomineerd |
| 2025 | Satellite Awards           | Beste actrice - Dramaserie                                          | Kathy Bates                  | Gewonnen    |
| 2025 | Critics' Choice Awards     | Beste actrice in een dramaserie                                     | Kathy Bates                  | Gewonnen    |
| 2025 | Critics' Choice Awards     | Beste vrouwelijke bijrol in een dramaserie                          | Skye P. Marshall             | Genomineerd |
| 2025 | Screen Actors Guild Awards | Uitstekende prestatie door een vrouwelijke acteur in een dramaserie | Kathy Bates                  | Genomineerd |
| 2025 | Gotham Awards              | Doorbraak dramaserie                                                | Doorbraak dramaserie         | Genomineerd |
| 2025 | Gotham Awards              | Uitstekende hoofdrol in een dramaserie                              | Kathy Bates                  | Gewonnen    |
| 2025 | Gotham Awards              | Uitstekende bijrol in een dramaserie                                | Skye P. Marshall             | Genomineerd |